# 這裡是羅德斯島、在這裡跳吧！
《這裡是羅德斯島、在這裡跳吧！》（日语：／ Koko ga rodosu da, koko de tobe */?）是AKB48的第六張專輯、以及第四張錄音室專輯。2015年1月21日由國王唱片發售。

## 概要
專輯名稱取自《伊索寓言》中「吹牛的運動員」故事。該故事主角吹噓自己曾在羅德斯島創下驚人的跳遠紀錄，旁人聽後回應「這裡就是羅德斯島，在這裡跳吧」，主角便陷入十分尷尬的窘境。該故事的寓意，就是「事實勝於雄辯」。
該專輯分為三種版本，為Type A、Type B以及劇場版。全版本的DISC 1收錄相同曲目，DISC 2則因版本有所不同。此外，於Type A的初回限定盤中附有DVD特典。

## 收錄曲目

### CD
封面拍攝成員：渡邊麻友、指原莉乃、柏木由紀、松井珠理奈、松井玲奈、山本彩、島崎遙香、小嶋陽菜、高橋南、宮脇咲良、宮澤佐江、橫山由依、生駒里奈、川榮李奈、峯岸南、木崎由里亞

#### Disc 1
1. 《希望無限》（希望的リフレイン）
（作詞：秋元康、作曲・編曲：井上ヨシマサ）
  - 第38張單曲標題曲
2. 《拉布拉多獵犬》（ラブラドール・レトリバー）
（作詞：秋元康、作曲：丸谷マナブ、編曲：佐々木裕）
  - 第36張單曲標題曲
3. 《Reborn》 - Team Surprise
（作詞：秋元康、作曲：俊龍、編曲：生田真心）
  - 第38張單曲劇場盤B面曲
4. 《倘若在梧桐樹的路上對你說「我夢見了你的微笑」之後我們的關係會有什麼樣的變化呢、我兀自持續想了好多天最後有點難為情地得到了一個結論》（鈴懸の木の道で「君の微笑みを夢に見る」と言ってしまったら僕たちの関係はどう変わってしまうのか、僕なりに何日か考えた上でのやや気恥ずかしい結論のようなもの）
（作詞：秋元康、作曲：織田哲郎、編曲：野中“まさ”雄一）
  - 第34張單曲標題曲
5. 《勇往直前》（前しか向かねえ）
（作詞：秋元康、作曲：古城康行、編曲：板垣祐介）
  - 第35張單曲標題曲
6. 《你的眼睛是天象儀》（君の瞳はプラネタリウム） - 研究生
（作詞：秋元康、作曲：Noda Akiko、編曲：野中“まさ”雄一）
  - 第33張單曲劇場盤B面曲
7. 《2人一定在交往》（2人はデキテル） - 小嶋陽菜、北川謙二
（作詞：秋元康、作曲：和泉一弥、編曲：野中“まさ”雄一）
  - 第36張單曲劇場盤B面曲
8. 《真心電流》（ハート・エレキ）
（作詞：秋元康、作曲：丸谷マナブ、編曲：増田武史）
  - 第33張單曲標題曲
9. 《心意告示牌》（心のプラカード）
（作詞：秋元康、作曲：板垣祐介、編曲：武藤星児）
  - 第37張單曲標題曲
10. 《去47個美麗城市》（47の素敵な街へ） - Team 8
（作詞：秋元康、作曲：Sungho、編曲：野中“まさ”雄一）
  - 第37張單曲劇場盤B面曲
11. 《選擇吧彩虹》（選んでレインボー） - 小瓢蟲Chu!
（作詞：秋元康、作曲：井上トモノリ、編曲：増田武史）
  - 第34張單曲劇場盤B面曲
12. 《戀愛之類的…》（恋とか…）
（作詞：秋元康、作曲・編曲：若田部誠）
  - 第35張單曲劇場盤B面曲
13. 《愛的存在》（愛の存在）
（作詞：秋元康、作曲：伊藤心太郎、編曲：若田部誠）
  - 電影『AKB48 光榮時刻』主題曲

#### Disc 2 （Type A）
1. 《Conveyor》 - Team K
（作詞：秋元康、作曲：岩崎誠司、編曲：板垣祐介）
2. 《清純哲學》（清純フィロソフィー）  - Team 4
（作詞：秋元康、作曲：多田慎也、編曲：生田真心）
  - 第33張單曲 Type D B面曲
3. 《笨手笨腳的支持》（へなちょこサポート） - Team 8
（作詞：秋元康、作曲、編曲：伊藤心太郎）
4. 《她》（彼女） - 宮脇咲良
（作詞：秋元康、作曲、編曲：伊藤心太郎）
5. 《城市旅館100號房》（ダウンタウンホテル100号室）
（作詞：秋元康、作曲・編曲：NAMITO）
6. 《水手服僵屍》（セーラーゾンビ） - Milk Planet
（作詞：秋元康、作曲、編曲：井上ヨシマサ）
  - 第37張單曲 Type D B面曲，東京電視台電視劇『水手服殭屍』主題曲
7. 《純情蘇打水》（純情ソーダ水） - 渡邊麻友
（作詞：秋元康、作曲、編曲：片桐周太郎）
8. 《愛與傷心的時差》（愛と悲しみの時差） - 山本彩
（作詞：秋元康、作曲、編曲：若田部誠）
9. 《Birth》
（作詞：秋元康、作曲、編曲：三浦誠司）
10. 《第7次的「悲慘世界」》（7回目の「レミゼ」） - 小嶋陽菜
（作詞：秋元康、作曲、編曲：E.L.F）
11. 《Oh! Baby!》 - Team A
（作詞：秋元康、作曲：Ruby、編曲：佐々木裕）
12. 《這裡是羅德斯島､在這裡跳吧！》（ここがロドスだ、ここで跳べ!）
（作詞：秋元康、作曲：つじたかひろ、編曲：武藤星児）
  - 『第4回 AKB48 紅白對抗歌合戰』廣告曲

#### Disc 2 （Type B）
1. 《我們的意識形態》（僕たちのイデオロギー）
（作詞：秋元康、作曲・編曲：藤本貴則）
2. 《To go》（To goで'） - Team B
（作詞：秋元康、作曲：田中俊亮、編曲：武藤星児）
3. 《教教我吧Mommy》（教えてMommy） - 大和田南那・川榮李奈・小嶋真子・島崎遙香・塚本麻里子・渡邊麻友
（作詞：秋元康、作曲：井上トモノリ、編曲：井上トモノリ、久下真音）
  - 第37張單曲 Type-D B面曲
4. 《傷心重播》（切ないリプライ） - 指原莉乃
（作詞：秋元康、作曲：吉田敬子、編曲：佐々木裕）
5. 《巴拿馬運河》（パナマ運河） - 川榮李奈・松井玲奈・峯岸南・渡邊美優紀
（作詞：秋元康、作曲：鳥海剛史、編曲：野中“まさ”雄一）
6. 《紅色高跟鞋與教授》（赤いピンヒールとプロフェッサー） - 松井珠理奈
（作詞：秋元康、作曲：フジノタカフミ、編曲：久下真音）
7. 《沒用的愛哭鬼》（よわむしけむし） - 柏木由紀
（作詞：秋元康、作曲、編曲：伊藤心太郎）
8. 《眼淚等一下再說》（涙は後回し） - Team 4
（作詞：秋元康、作曲：依光輝久、編曲：若田部誠）
9. 《All of you》- 高橋南
（作詞：秋元康、作曲：長谷川湊、編曲：Boyz Toyz）
10. 《如果能當朋友》（友達でいられるなら） - 島崎遙香・横山由依
（作詞：秋元康、作曲：井上トモノリ、編曲：板垣祐介）
11. 《今天以前的旋律》（今日までのメロディー） 
（作詞：秋元康、作曲・編曲：井上ヨシマサ）
  - 第36張單曲B面曲
12. 《繼續活下去》（生き続ける）
（作詞：秋元康、作曲・編曲：新屋豊）

#### 劇場盤
封面拍攝成員：渡邊麻友、指原莉乃、柏木由紀、松井珠理奈、島崎遙香、小嶋陽菜、高橋南、横山由依
1. 《希望無限》
2. 《拉布拉多獵犬》
3. 《Reborn》 - Team Surprise
4. 《倘若在梧桐樹的路上對你說「我夢見了你的微笑」之後我們的關係會有什麼樣的變化呢、我兀自持續想了好多天最後有點難為情地得到了一個結論》
5. 《勇往直前》
6. 《你的眼睛是天象儀》 - 研究生
7. 《2人一定在交往》 - 小嶋陽菜、北川謙二
8. 《真心電流》
9. 《心意告示牌》
10. 《去47個美麗城市》 - Team 8
11. 《選擇吧彩虹》 - 小瓢蟲Chu!
12. 《戀愛之類的…》
13. 《愛的存在》
14. 《最初的愛情故事》 （最初の愛の物語） - 大和田南那、川榮李奈、高橋朱里
（作詞：秋元康、作曲：平隆介、編曲：野中“まさ”雄一）
  - 東京電視台電視劇『水手服殭屍』劇中曲

### DVD（初回限定盤）
1. 《順從的Slave》（従順なSlave） - Team A
2. 《第一次兜風》（初めてのドライブ） - Team K
3. 《寂寞俱樂部》（ロンリネスクラブ） - Team B
4. 《睜大雙眼的初吻》（目を開けたままのファーストキス） - Team 4
5. 《去47個美麗城市》（47の素敵な街へ） - Team 8
6. 《Reborn》 - Team Surprise

## 選拔成員

### 愛的存在
（中心成員：高橋南）
- Team A：入山杏奈、川榮李奈、小嶋陽菜、島崎遙香、高橋南
- Team K：北原里英、横山由依
- Team B：柏木由紀、渡邊麻友
- Team 4：木崎由里亞、峯岸南
- SKE48 Team S / AKB48 Team K：松井珠理奈
- SKE48 Team E：須田亞香里
- SKE48 Team E / 乃木坂46：松井玲奈
- NMB48 Team N / AKB48 Team K：山本彩
- HKT48 Team H：指原莉乃
- SNH48 Team SII / SKE48 Team S：宮澤佐江

### 城市旅館100號房
- Team A：武藤十夢
- Team K：田野優花
- Team B：大島涼花、高橋朱里
- Team 4：岡田奈奈、木崎由里亞
- SKE48 Team S：宮前杏實

### Birth
- Team K：後藤萌咲
- Team B：大和田南那、川本紗矢
- Team 4：西野未姫
- Team 8：坂口渚沙、中野郁海
- SKE48 Team S：北川綾巴
- HKT48 Team H：穴井千尋、田島芽瑠、田中美久、矢吹奈子
- HKT48 Team KIV / AKB48 Team B：朝長美櫻

### 這裡是羅德斯島､在這裡跳吧！
（中心成員：入山杏奈、兒玉遥）
- Team A：入山杏奈
- Team B：福岡聖菜
- Team 4：加藤玲奈、篠崎彩奈、村山彩希
- SKE48 Team S：東李苑、二村春香
- SKE48 Team KII / AKB48 Team A：古畑奈和
- SKE48 Team E：谷真理佳
- NMB48 Team M：白間美瑠
- NMB48 Team M / AKB48 Team A：矢倉楓子
- NMB48 Team BII / AKB48 Team 4：澀谷凪咲
- HKT48 Team H：穴井千尋
- HKT48 Team H / AKB48 Team K：兒玉遥
- HKT48 Team KIV：森保圓
- 乃木坂46 / AKB48 Team B：生駒里奈

### 我們的意識形態
- Team A：岩田華怜
- Team K：小嶋真子
- Team B：内山奈月、平田梨奈
- Team 4：岩立沙穂、込山榛香、佐佐木優佳里、向井地美音
- SKE48 Team E / HKT48 Team KIV：木本花音
- NMB48 Team N：吉田朱里
- NMB48 Team M：久代梨奈
- NMB48 Team BII：市川美織、薮下柊
- HKT48 Team H / SKE48 Team S：田中菜津美
- HKT48 Team KIV：本村碧唯
- HKT48 Team KIV / NMB48 Team N：村重杏奈

### 繼續活下去
- Team A：中西智代梨
- Team K：北原里英
- Team B：小笠原茉由、倉持明日香、高城亞樹
- SKE48 Team S：山内鈴蘭
- SKE48 Team KII：大場美奈
- SKE48 Team KII / NMB48 Team BII：高柳明音
- SKE48 Team E：佐藤堇、柴田阿彌、須田亞香里
- NMB48 Team N / AKB48 Team 4：小谷里歩
- NMB48 Team M：藤江麗奈
- NMB48 Team M / SKE48 Team KII：山田菜菜
- NMB48 Team BII：梅田彩佳
- SNH48 Team SII / SKE48 Team S：宮澤佐江

## 外部連結
- 國王唱片介紹頁面
  - Type A【初回限定盤】 （页面存档备份，存于）
  - Type A【通常盤】 （页面存档备份，存于）
  - Type B （页面存档备份，存于）
  - 劇場盤 （页面存档备份，存于）